# Устав Севастополя
Устав Севастополя — основной закон Севастополя, принят Законодательным Собранием Севастополя 11 апреля 2014 года. Текст устава был составлен по образцу устава Санкт-Петербурга.
Ранее в период вхождения в состав Украины город не имел своего устава, несмотря на то, что это противоречило положениям статьи 140 части 2 конституции Украины.
Аннексия Севастополя Российской Федерацией не признаётся Украиной и большинством стран-членов ООН.

## Структура
Устав Севастополя состоит из Преамбулы и 9 глав:
- Глава I. Общие положения
- Глава II. Предметы ведения города Севастополя
- Глава III. Основы организации государственной власти города Севастополя
- Глава IV. Законодательное Собрание города Севастополя
- Глава V. Губернатор города Севастополя
- Глава VI. Правительство Севастополя
- Глава VII. Судебная власть
- Глава VIII. Основы местного самоуправления в городе Севастополе
- Глава IX. Заключительные и переходные положения